# Ulu Grosbard
Ulu Grosbard (Antuérpia, 9 de janeiro de 1929 – Manhattan, 19 de março de 2012) foi um diretor de cinema e de teatro belga, radicado nos Estados Unidos.
Um ex-cortador de diamantes na Bélgica, Ulu Grosbard estudou na Universidade de Chicago e depois na Yale Drama School. A partir de 1957 passou a se dedicar ao teatro, tendo dirigido vários sucessos da Broadway. No início dos anos 60 foi para Hollywood, onde foi assistente de direção em inúmeras produções. Em 1968 dirigiu seu primeiro filme, The Subject Was Roses, uma adaptação de um sucesso da Broadway. A carreira no cinema de Grosbard tem sido esporádica, dando prefrência à direção de peças teatrais.
Foi duas vezes indicado ao prêmio Tony de melhor diretor da Broadway: em 1965, por The Subject Was Roses; e, em 1977, por American Buffalo.

## Filmografia
| Título original                                                             | Título no Brasil               | Título em Portugal      | Ano  |
| --------------------------------------------------------------------------- | ------------------------------ | ----------------------- | ---- |
| The Deep End of the Ocean                                                   | Nas profundezas do mar sem fim | -                       | 1999 |
| Georgia                                                                     | georgia                        | -                       | 1995 |
| Falling in Love (filme)                                                     | Amor à primeira vista          | Encontro com o amor     | 1984 |
| True Confessions                                                            | Liberdade condicional          | A absolvição            | 1981 |
| Who Is Harry Kellerman and Why Is He Saying Those Terrible Things About Me? | O inimigo oculto               | Quem é Harry Kellerman? | 1971 |
| The Subject Was Roses                                                       | A história de três estranhos   | O assunto era rosas     | 1968 |